# Альбрехт (герцог Пруссии)
А́льбрехт Бранденбу́рг-Ансбахский (нем. Albrecht von Brandenburg-Ansbach; 17 мая 1490, Ансбах, Франконский имперский округ — 20 марта 1568[…], Замок Тапиау, Тапиау) — великий магистр Тевтонского ордена и первый герцог Пруссии.

## Биография
Альбрехт родился 17 мая 1490 года в Ансбахе. Его отцом был Фридрих I Гогенцоллерн, маркграф Бранденбург-Ансбаха. Его мать София Ягеллонка была дочерью польского короля Казимира IV Ягеллона. Прадедом Альбрехта является король польский и великий князь литовский Ягайло.
Альбрехт получил воспитание при дворе кёльнского архиепископа Германа IV, сделавшего его каноником.
В 1511 году рыцари Тевтонского ордена избрали Альбрехта своим великим магистром. Стремился избавить Орден от вассальной зависимости — подчинения польскому королю Сигизмунду I, который был его дядей.

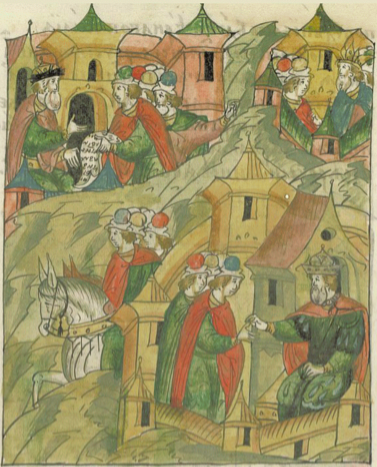
Альбрехт Бранденбург-Ансбахский обменивается дипломатами с Василием III

В декабре 1519 года началась война Тевтонского ордена с Польшей. Альбрехт обращался за помощью к Германии, но император Карл V отказал ему. В феврале 1517 года в Москву прибыл первый посланник Ордена Дитрих Шонберг, который вёл активные переговоры с представителями великого князя Василия III. Они увенчались заключением первого международного договора между Московским княжеством и Тевтонским орденом. Союзный трактат был подписан 10 марта 1517 года. Посланники Москвы неоднократно появлялись на землях Ордена и не только с грамотами, но и с бочонками серебра для найма войска и продолжения военных действий. Некоторые авторы считают, что в память об этом союзе самый большой зал замка Кёнигсберг получил название Московского зала (Зала московитов).
Большая часть Пруссии была опустошена войной, и Альбрехт был вынужден в 1521 году заключить с Польшей четырёхлетнее перемирие в Торне. Тщетно просил он о помощи императора и князей.
Познакомившись с Мартином Лютером и Меланхтоном, гроссмейстер католического ордена Альбрехт склонился на сторону Реформации. 28 февраля 1523 года реформатор обратился с открытым письмом «К рыцарям Немецкого ордена», убеждая их в том, что Орден давно изжил себя и как клерикальная, и как светская организация, что его существование абсурдно, что вместо распутного образа жизни, в котором погрязли многие братья вопреки обету безбрачия, следует перейти к истинному — супружескому — целомудрию. Это письмо возымело действие, и уже весной 1523 года на рейхстаге в Нюрнберге Альбрехт публично высказался в положительном смысле о реформационном движении. На принятие Альбрехтом учения Реформации большое влияние оказали проповеди Андреаса Озиандера, которого он называл "духовным отцом во Христе, через которого Бог сначала спас его из мрака папства, а потом привел к истинному божественному знанию". Эволюция взглядов великого магистра послужила сигналом для определённых кругов в Польше, и очень скоро произошло важное событие, предоставившее Альбрехту шанс мирного урегулирования прусско-польского конфликта.
8 апреля 1525 года был подписан Краковский мир, по которому Пруссия, будучи прежде орденским церковным государством, была преобразована в герцогство (стала светским — «секулярным», — государством), подвластным Польше и наследственным в семействе Альбрехта. Вслед затем в Пруссии без труда была введена Реформация (лютеранство). 10 апреля на городской площади Кракова Альбрехт прилюдно принёс присягу королю Польши как герцог Пруссии.

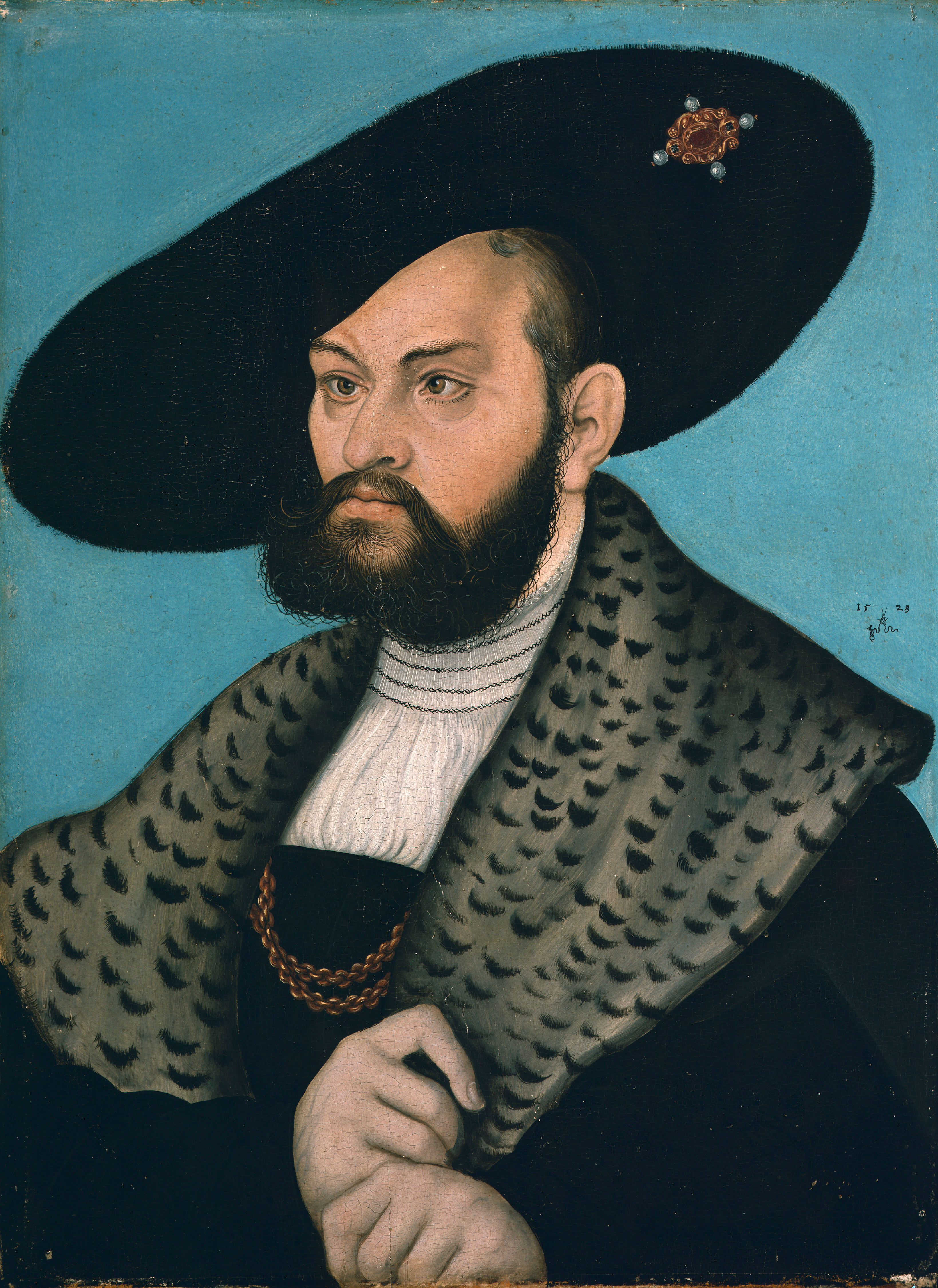
Лукас Кранах Старший. Портрет Альбрехта Бранденбург-Ансбахского, герцога Пруссии. 1533

Упразднялись орденские службы, но коренных изменений в систему управления Альбрехт не стал вносить — орденские наместники стали оберратами (верховными советниками), комтуры — главами управлений. Важным событием стало привлечение в страну иностранных купцов и переселенцев, бегущих из своих стран вследствие религиозных гонений. Этот шаг в определённой степени смог исправить тяжёлое положение в экономике.
В 1529 году Альбрехт заложил основу замкового книжного собрания, сложившуюся в так называемую «Серебряную библиотеку». Библиотека пополнялась за счёт покупок и даров. Кроме того, книготорговцам было предписано безвозмездно передавать в её фонды по одному экземпляру каждого продаваемого издания. К концу жизни Альбрехта замковая библиотека насчитывала уже около девяти тысяч титулов. Альбрехт всемерно содействовал развитию книгопечатания в собственном крае. Таким образом он положил начало не только профессиональному типографскому делу в Пруссии, но и зачаткам журналистики.
Заботясь о просвещении подданных в лютеранском духе и невзирая на расходы, герцог приглашал в страну образованных людей. Альбрехт основал в своей стране школы, гимназию и в 1544 году университет в Кёнигсберге (Collegium Albertinum), напечатал на свои личные средства учебники. Однако университет сделался очагом волнений, вызванных самыми мелочными и гнусными страстями; главной причиной того, что вражда сделалась непримиримой, был личный характер Озиандера, которому Альбрехт был обязан своим обращением к Реформации и которого он пригласил в Пруссию в 1549 году. Впрочем, взгляды Озиандера проповедовались и после его смерти (в 1552 году), во главе его последователей стал пастор Иоганн Функ. К богословским распрям присоединились с самого начала разногласия политические: оппозиция чинов против придворной партии, стремившейся к централизации власти, встретила поддержку в старолютеранской партии, представителям которой удалось возвести советников Альбрехта, в том числе и пастора Функа, на эшафот.

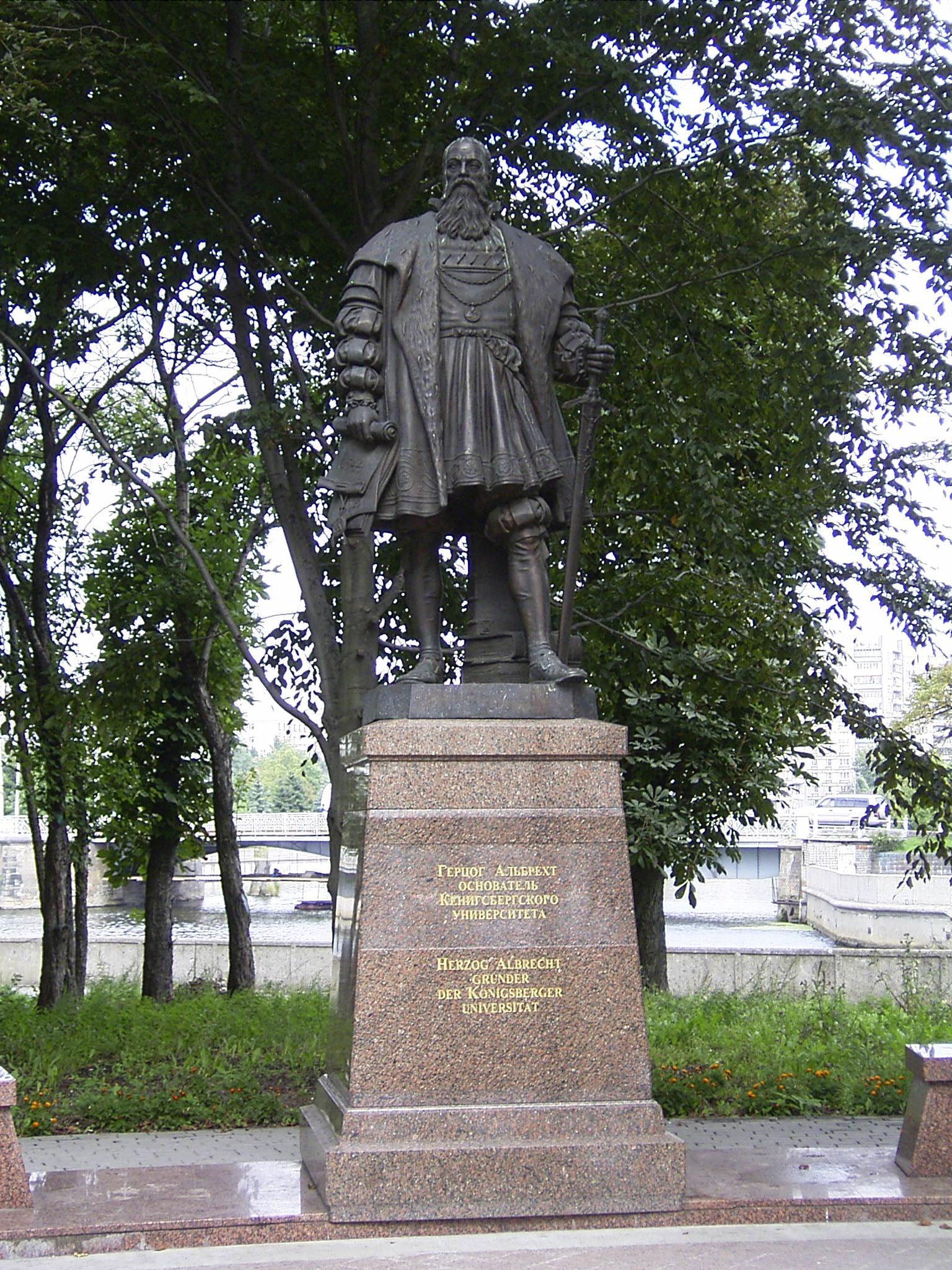
Памятник герцогу Альбрехту у кафедрального собора Кёнигсберга

Подражая примеру европейских княжеских дворов, Альбрехт завёл свой хор и инструментальную капеллу, во главе которых стояли приглашённые музыканты, принимал личное участие в составлении сборников песен Пруссии и был даже автором хорала «Все будет так, как хочет Господь».
Герцог Альбрехт умер 20 марта 1568 года на 78-м году жизни в замке Тапиау и был погребён в Кёнигсбергском кафедральном соборе, у восточной стены почётной усыпальницы, где голландцем Корнелиусом Флоресом сооружена его эпитафия. В тот же день в Нойхаузене умерла вторая супруга герцога Анна Мария в возрасте 36 лет.
Альбрехт Бранденбургский вошёл в историю как один из самых великих немецких деятелей эпохи Возрождения. Именно при его правлении были заложены основы экономического, политического и культурного развития в Пруссии.
В Кёнигсберге около замка был установлен памятник Альбрехту, отлитый Иоганном Фридрихом Ройшем. Утраченный после Второй мировой войны, он был реконструирован к 750-летию города и установлен на прежнем постаменте, но у Кафедрального собора. К юбилею восстановлена и скульптурная работа Вильгельма Людвига Штюрмера на Королевских воротах. Кирха памяти Герцога Альбрехта разобрана в 1970-х годах.

## Семья
Первая жена с 12 февраля 1526 года — Доротея Датская (1504—1547), дочь датского короля Фредерика I. У них было шестеро детей:
- Анна София Прусская (1527—1591)
- Екатерина (1528)
- Фридрих Альбрехт (1529—1530)
- Люсия Доротея (1531—1532)
- Люсия (1537—1539)
- Альбрехт (1539)

От второй жены Анны Марии, герцогини Брауншвейгской (1550), у него родился его душевнобольной наследник Альбрехт Фридрих (29 апреля 1553).